# Cerkiew św. Mikołaja w Helsinkach
Cerkiew św. Mikołaja – prawosławna parafialna cerkiew w Helsinkach, należąca do parafii Patriarchatu Moskiewskiego w Finlandii.

## Historia
Cerkiew została wzniesiona w 1938 według projektu A. Kudriawcewa, jej budowę sfinansowali członkowie istniejącej od 1927 parafii. Parafia została założona przez grupę prawosławnych Rosjan, którzy nie zgadzali się z przyjęciem przez autonomiczny Fiński Kościół Prawosławny kalendarza gregoriańskiego, pragnąc zachować kalendarz juliański i rosyjskie tradycje liturgiczne. Jurysdykcyjnie podlegała Egzarchatowi Zachodnioeuropejskiemu Rosyjskiego Kościoła Prawosławnego. Poświęcenie murowanej cerkwi, która zastąpiła wcześniejsze tymczasowe kaplice parafialne, miało miejsce 11 grudnia 1938. W 1950 jej budynek został powiększony z uwagi na znaczny wzrost liczby parafian, która osiągnęła ponad 1000 osób.